# Bettine Jahn
Bettine Gärtz-Jahn (Magdeburg, 3 augustus 1958) is een atleet uit Duitsland.
Op de Olympische Zomerspelen van Moskou in 1980 liep Gärtz de 100 meter horden. In de finale kwam ze tot de 7e plaats.
Op de Wereldkampioenschappen atletiek 1983 werd Jahn wereldkampioene 100 meter horden.
In 1985 liep Gärtz een indoor-wereldrecord op de 60 meter horden.
In 2005 gaf Gärtz in een interview met het Duitse nieuwsblad Taz toe dat ze prestatiebevorderende middel had gebruikt, om aansluiting bij de wereldtop te kunnen vinden.
Gärtz was opgeleid tot textielbewerker, en ging na haar sportcarrière in deze branche werken.
- World Athletics: 14343136

1983: Bettine Jahn ·
1987: Ginka Zagorcheva ·
1991: Ludmila Narozhilenko ·
1993: Gail Devers ·
1995: Gail Devers ·
1997: Ludmila Engquist ·
1999: Gail Devers ·
2001: Anjanette Kirkland ·
2003: Perdita Felicien ·
2005: Michelle Perry ·
2007: Michelle Perry ·
2009: Brigitte Foster-Hylton ·
2011: Sally Pearson ·
2013: Brianna Rollins ·
2015: Danielle Williams ·
2017: Sally Pearson ·
2019: Nia Ali ·
2022: Tobi Amusan ·
2023: Danielle Williams